# Breaking Up the Girl
Breaking Up the Girl è un brano del gruppo alternative rock statunitense Garbage, terzo singolo estratto dall'album Beautifulgarbage.

## Distribuzione
Il video di Breaking Up the Girl è stato realizzato da Francis Lawrence nel dicembre 2001 che ne ha realizzato anche una versione per il film Daria, i due video sono stati presentati nel gennaio 2002.

## Tracce
- UK CD1 Mushroom MUSH101CDS

1. "Breaking Up the Girl" - 3:33
2. "Candy Says" - 4:03
3. "Breaking Up the Girl" (Brothers In Rhythm Therapy mix) 10:44
4. "Breaking Up the Girl" (Video)

- UK CD2 Mushroom MUSH101CDSX

1. "Breaking Up the Girl" - 3:33
2. "Happiness Pt. 2" - 5:57
3. "Breaking Up the Girl" (Timo Maas remix) - 6:42

- UK CD3 Mushroom MUSH101CDSXXX

1. "Breaking Up the Girl" (Acoustic version) - 3:20
2. "Confidence" - 3:09
3. "Cherry Lips (Go Baby Go!)" (DJEJ's Go-Go Jam) - 6:13

- Europa 12" Mushroom/PIAS MUSH101T

1. "Breaking Up the Girl" (Timo Maas remix) - 6:42
2. "Breaking Up the Girl" (Brothers In Rhythm Therapy dub) 8:03
3. "Breaking Up the Girl" (Brothers In Rhythm Therapy mix) 10:44
4. "Breaking Up the Girl" (Timo Maas dub) - 6:42

- Europa CD maxi Mushroom/PIAS MUSH101CDS

1. "Breaking Up the Girl" - 3:33
2. "Use Me" - 4:34
3. "Breaking Up the Girl" (Timo Maas remix) - 6:42
4. "Breaking Up the Girl" (Brothers In Rhythm radio edit) 3:52
5. "Breaking Up the Girl" (Video)

- Europa CD singolo Mushroom/PIAS MUSH101CDSE

1. "Breaking Up the Girl" - 3:33
2. "Breaking Up the Girl" (Timo Maas radio edit) - 3:33

- Australia CD1 FMR MUSH101CDS

1. "Breaking Up the Girl" - 3:33
2. "Candy Says" - 4:03
3. "Confidence" - 3:09
4. "Cherry Lips (Go Baby Go!)" (DJEJ's Go-Go Jam) - 6:13
5. "Breaking Up the Girl" (Video)

- Australia CD2 FMR MUSH101CDSX

1. "Breaking Up the Girl" (Acoustic version) - 3:20
2. "Breaking Up the Girl" (Timo Maas remix) - 6:42
3. "Breaking Up the Girl" (Brothers In Rhythm Therapy dub) 8:03
4. "Breaking Up the Girl" (Brothers In Rhythm Therapy mix) 10:44
5. "Breaking Up the Girl" (Timo Maas dub) - 6:42

## Classifiche
| Classifica (2002)               | Posizione massima |
| ------------------------------- | ----------------- |
| Australia                       | 19                |
| Regno Unito                     | 27                |
| Stati Uniti (adult alternative) | 12                |

## Date di pubblicazione
| Data di pubblicazione | Paese       | Casa discografica   | Formato                        |
| --------------------- | ----------- | ------------------- | ------------------------------ |
| 19 novembre 2001      | Stati Uniti | Interscope          | Airplay: Modern Rock Tracks    |
| 8 aprile 2002         | Europa      | PIAS Recordings     | 12" vinile, CD maxi, CD single |
| 8 aprile 2002         | Regno Unito | Mushroom Records UK | 3×CD single set                |
| 29 aprile 2002        | Australia   | Festival Records    | 2×CD single set                |